# Русь (Иркутская область)
Русь — опустевшая деревня, входившая в состав Хор-Тагнинского муниципального образования Заларинского района Иркутской области.

## История
Было основано в 1911 году татарами из Уфимской губернии — тептярями.
Согласно переписи населения СССР 1926 года посёлок Русь входил в Хор-Тагнинский сельсовет Тагнинского района, там насчитывалось 72 жителя (38 мужчин и 34 женщины), дворов — 17.
В 1960-х в деревне функционировали школа, поликлиника, магазин, дизельная станция. В это время в населённом пункте насчитывалось около 40 домов.
Позже населённый пункт практически полностью опустел.
На 2016 год на территории деревни располагается дом егеря Юрия Сапожникова, бывшего жителя деревни, который почти всё время там проживал. В настоящее время в деревне постоянно проживают два человека.

## Известные уроженцы
В деревне родился Иван Табула, член банды Константина Замащикова, который под страхом смерти выдал местоположение предводителя банды. По легенде, в окрестностях деревни он спрятал награбленное бандой золото.